# 飛林兄弟
飛林兄弟是友松傳播旗下的雙人組合團體，成員為杜俊瑋和林威良，兩人皆出身於《超級偶像 (第三屆)》，分別獲得第12及第13名，於2010年4月合體為飛林兄弟，於台視百萬大歌星節目中正式公開登場。Fi-Lin為取兩人英文名字Filipe和Lin，音似Feeling而成名。

## 正式組合前

### 演唱會
- 2009.10.08 首場售票Live演唱會 河岸留言音樂藝文咖啡(小河岸)
- 2009.11.20 陳以岫《逆光》演唱會 河岸留言西門紅樓展演館(大河岸)
- 2010.03.13 杜俊瑋x林威良水火相容貳部曲演唱會 河岸留言西門紅樓展演館(大河岸)《特別嘉賓/陳以岫》

### 現場Live演出
- 2009.08.07 杜俊瑋生日Party 河岸留言音樂藝文咖啡(小河岸)
- 2010.01.02 林威良生日Party 河岸留言音樂藝文咖啡(小河岸)
- 2010.06.17 飛林兄弟三四味屋現場Live演唱
- 2010.07.20 飛林兄弟三四味屋現場Live演唱

### 粉絲聚會
2009/12/05 【杜俊瑋&林威良After感恩節-烤肉Party】◎台北青青時尚會館

### 超級偶像比賽成績
| 首播日期   | 節目主題                | 演唱歌曲          | 原唱            | 得分                | 備註                 |
| 2010-04-24 | 【超4】熱力四射PK賽     | Closer            | Ne-Yo           | 44.3 勝(PK羅晴)     |                      |
| 2010-05-15 | 【超4】唱出你的都會心情 | 黑夜盡頭          | 黃立行          | 43.7 勝(PK趙太祥)   |                      |
| 2010-06-13 | 【超4】三屆菁英兇猛踢館 | I Do              | Rain            | 44.0 勝(PK金實基)   |                      |
| 2010-06-19 | 【超4】舞王舞后強勢來襲 | Sad Tango(英文版) | Rain            | 42.9分 敗(PK李婭莎) |                      |
| 2011-01-08 | 【超5】歡迎來我的演唱會 | Against All Odds  | Mariah Carey    | 44.0分 勝(PK翁詩耀) | 擔任艾怡良的表演嘉賓 |
| 2011-02-13 | 【超5】瘋狂踢館全面迎戰 | Freedom           | Robbie Williams | 43.0分 勝(PK李寶龍) |                      |